# Dendrochilum merapiense
Dendrochilum merapiense är en orkidéart som beskrevs av Rudolf Schlechter. Dendrochilum merapiense ingår i släktet Dendrochilum och familjen orkidéer.
Artens utbredningsområde är Sumatera. Inga underarter finns listade i Catalogue of Life.